# 道登
道登（どうとう、生没年不詳）は、飛鳥時代の僧。

## 概要
『日本書紀』には、645年（大化元年）に僧旻などとともに「十師」として挙げられ、650年（白雉元年）に、穴戸国（後の長門国）の国司が白雉を献上した際に、天皇の諮問に高麗の故事を引いて祥瑞であることを上奏して、白雉に改元されることとなったという記事がある。
また放生院にある宇治橋断碑（『帝王編年記』に碑文の全文を残す）には、646年（大化2年）に宇治橋を架設したとある。ただ『続日本紀』では道昭の功績とされており、実際のところは不明。同じ碑文に山尻（山城）出身とある。『日本霊異記』や恐らくそれを踏まえた『今昔物語集』には高麗の僧であるとするが、これは高麗の故事に通じていたことに引きずられた訛伝だろう。